# Julia von Mogador
 Julia von Mogador und Die Leute von Mogador (Les gens de Mogador) ist eine französisch-deutsch-kanadische-schweizer Fernsehserie (1972) als Familiensaga. Zwei Staffeln mit je sechs einstündigen Folgen liefen als Julia von Mogador im regionalen Vorabendprogramm, die zweite trug den neuen Titel Die Leute von Mogador.

## Handlung
Julia Angellier ist die älteste Tochter einer überzeugten Monarchistin. Sie liebt Rodolphe Vernet, den Sohn eines bonapartistischen Obersten. Für ihren Vater ist es eine inakzeptable Liebe, aber die junge Frau ist entschlossen und Rodolphe verrückt vor Leidenschaft. Die Serie erzählt die Familiensaga zwischen dem Second Empire und dem Zweiten Weltkrieg, eine Saga, die von den Folgen von Kriegen, Eifersucht, Krankheiten, vereitelter Liebe und großem Glück über mehrere Generationen erzählt wird. Das Familienbesitz von Mogador steht im Zentrum des Zweiten Weltkriegs Südfrankreich. Nachdem zu Beginn Julia und Rodolphe im Zentrum standen, sind es später Frédéric Vernet mit Ludivine und dann die Enkelgeneration Numa und Dominique Vernet.

## Hintergrund
1970 lief die Familiensaga Mauregard, die sechs Generationen umspannte. Die Leute von Mogador behandelt drei Generationen. In beiden Serien spielte Marc di Napoli.
Jean-Claude Drouot nimmt während der Dreharbeiten der Serie stark zu und lässt seinen sehr schlanken Charakter aus der Serie Thierry la Fronde vergessen.
Der deutsche Schauspieler Philipp Sonntag spielte die Rolle des Constant Angellier unter seinem Geburtsnamen Eckart Aschauer.